# Hörsneloka
Hörsneloka (Heracleum platytaenium) är en flockblommig växtart som beskrevs av Pierre Edmond Boissier. Hörsneloka ingår i släktet lokor, och familjen flockblommiga växter. Inga underarter finns listade i Catalogue of Life.